# Bolesław Statkowski
Bolesław Bernard Statkowski (Kościesza-Statkowski) (ur. 20 maja 1825 w Chworosnej, zm. w lutym 1898 w Jałcie) – polski inżynier komunikacji, meteorolog, glacjolog, działający na terenie Rosji.

## Biografia
Ukończył pięcioklasową powiatową szkołę dla dzieci szlachty w Pińsku. Następnie studiował w petersburskim Instytucie Korpusu Inżynierów Komunikacji. W 1844 ukończył pierwszy kurs w stopniu chorążego, a następnie kurs wyższy ze stopniem podporucznika (1846). W 1847 złożył egzamin końcowy i awansował na porucznika. Podczas studiów należał do tajnego kółka skupiającego polskich młodych oficerów, m.in. Ludwika Wereszczyńskiego, Cypriana Przesieckiego oraz studiującego na Uniwersytecie Petersburskim Zygmunta Sierakowskiego.
W 1847 roku jako porucznik rozpoczął służbę na Kaukazie, gdzie został naczelnikiem VIII Okręgu Komunikacyjnego. Podczas wojny krymskiej (1853–1854) odpowiadał za utrzymanie stałego połączenia Tbilisi z linią frontu. W 1857 z ramienia Namiestnika Kaukaskiego ks. Aleksandra Bariatyńskiego odbył podróż do Francji, gdzie opublikował broszurę w 1858 poświęconą problematyce powodzi. Po powrocie na Kaukaz brał udział w przebudowie Gruzińskiej Drogi Wojennej łączącej Władykaukaz z  W 1859 zaprojektował jej wytyczenie przez przełęcz Krzyżową (2388 m n.p.m.) w głównym grzbiecie Kaukazu na odcinku Kwiszeti-Kobi, co stało się jego czołowym osiągnięciem zawodowym. Zajmował się także meteorologią górską i badaniem lawin, był członkiem (1862–1863) i przewodniczącym komisji (1864–1865) dla wyjaśnienia przyczyn schodzenia lawin na Gruzińską Drogę Wojenną. Następnie zajmował się projektowaniem i budową linii kolejowych na Kaukazie, m.in. w latach 1871-1872 zbudował jedną z pierwszych linii kolejowych na Kaukazie łączącą Tbilisi z Poti. W 1873 roku zaczął opracowywanie projektu linii kolejowej łączącej Władykaukaz z Tbilisi. W l. 1870–1880 po raz pierwszy zastosował zdjęcia tachimetryczne dla wybrania odpowiedniego kierunku budowy a po kilkuletnich badaniach zaproponował przebicie tunelu pod głównym grzbietem Kaukazu od strony południowej. Z powodu zbyt dużych kosztów i trudności technicznych projekt nie został przyjęty do realizacji. Zrealizowano projekt innego Polaka, inżyniera Pławskiego. Jako naczelny inspektor z ramienia rządu, uczestniczył w budowie przez Towarzystwo Zakaukaskiej Kolei Żelaznej najważniejszej linii kolejowej w regionie, tzw. Kolei Zakaukaskiej łączącej Baku z Batumi przez Tyflis (1875–1883). W latach 1886–1893 roku przeprowadził  wraz z m.in. polskimi inżynierami Klemensem Rugiewiczem (projektantem), Ferdynandem Rydzewskim i Aleksandrem Strakowskim przebudowę czterowiorstwowego tunelu pod Przełęczą Suramską na linii kolejowej Tbilisi do Poti Z jego inicjatywy założono w tym czasie na Przełęczy Suramskiej stację meteorologiczną.
W latach 1889–1898 Statkowski pełnił funkcję Naczelnika Kaukaskiego okręgu Komunikacji. Od 17 II 1889 posiadał tytuł tajnego radcy. Przez wiele lat był radnym Rady Miejskiej w Tbilisi i członkiem jej licznych komisji. 20 czerwca 1894 zorganizowano w Tyflisie jubileusz 50-lecia służby wojskowej Statkowskiego Zmarł podczas kuracji na Krymie.

### Prace Bolesława Statkowskiego
- Mémoire sur les inondations (Paris 1858),
- Об озидаёмом Казбекском завале, Тифлис 1877
- Задачи Кавказа по климатологии, Санкт-Петербург 1878
- Problèmes de la climatologie de Caucase, Paris 1879
- О ценах происхождения Казбекскаго завала, Тифлис 1887
- Прекрасные овразные выносы и возрождение лесов в горах, Тифлис 1895

### Odznaczony
- Order: św. Anny III kl. (1858), II kl. z koroną (10 V 1873) i I kl. (28 III 1893)[1],
- Order św. Włodzimierza IV kl. (29 X 1866) i III kl. (15 III 1879)[1],
- Order św. Stanisława I kl. (28 X 1893)[1].

## Życie prywatne
Pochodził z rodziny szlacheckiej, był synem Ignacego, prawdopodobnie miał brata Adama.

## Literatura
- Bolesław Chwaściński, Statkowski-Kościesza Bernard Bolesław (1825-1898), Słownik Biograficzny Techników Polskich, z. 8, Warszawa 1997,  s. 112-113
- Marek Mądzik, Statkowski (Kościesza-Statkowski) Bolesław Bernard (1825-1898), Polski Słownik Biograficzny t. 42, Warszawa-Kraków 2003-2004, s. 572-574
- Болеслав Игнатьевич Статковский (1825-1898)